# 사카이촌 (후쿠이현 난조군)
사카이촌(堺村)은 후쿠이현 난조군에 설치되었던 촌이다. 현재의 미나미에치젠정 남부에 해당한다.